# I See Fire
"I See Fire" là bài hát trong album nhạc phim Người Hobbit: Đại chiến với rồng lửa, được viết, soạn nhạc và thể hiện bởi ca sĩ-nhạc sĩ người Anh Ed Sheeran. Bài hát xuất hiện ở phần giới thiệu cuối phim. Bài hát gia nhập UK Singles Chart ở vị trí thứ 13 và lên đầu tại New Zealand trong tuần thứ 6, trở thành đĩa đơn đầu tiên của Ed Sheeran đứng đầu bảng xếp hạng tại quốc gia này.
Nhờ sự chọn lựa của đạo diễn phim The Hobbit Peter Jackson, Ed Sheeran xem bộ phim, viết ca khúc, và thu gần trọn ca khúc trong ngày hôm đó. Bài hát được phát hành dưới dạng tải kĩ thuật số vào ngày 5 tháng 11 năm 2013. Video âm nhạc của bài hát cũng được phát hành cùng ngày. Bài hát được đề cử giải Satellite Award cho hạng mục Nhạc phim hay nhất.

## Bối cảnh
Peter Jackson biết đến Ed Sheeran qua con gái Katie vào đầu năm 2013, và gặp anh khi anh đang lưu diễn ở New Zealand. Lúc đó ông và nhà sản xuất/đồng tác giả Fran Walsh đang tìm kiếm một ca sĩ thu âm bài hát cuối phim Đại chiến với rồng lửa. Sau lời khuyên của con gái Peter Jackson, họ đề nghị anh viết và thu âm bài hát. The Hobbit chính là cuốn sách đầu tiên Ed Sheeran đọc, và anh là người hâm mộ các tác phẩm của cả Tolkien và Jackson.

## Cấu trúc bài hát
— Peter Jackson, tháng 11 năm 2013
Chỉ trong vòng một ngày, Ed Sheeran xem bộ phim tại Park Road Post, ngay lập tức vào phòng viết ca khúc cùng Charlie Milner, và thu âm gần hết bài hát. Mặc dù chưa từng chơi vĩ cầm, anh quyết định lồng âm của vĩ cầm vào. Ed Sheeran bình luận về quá trình thu âm, "Tôi có cơ hội thu âm và chơi tất cả các nhạc cụ ngoại trừ cello (... và tôi) đã học chơi vĩ cầm trong một ngày". Nghệ sĩ cello Nigel Collins của Flight of the Conchords thêm phần cello. Pete Cobbin của Abbey Road Studios chịu trách nhiệm hòa âm phần nhạc score cho Đại chiến với rồng lửa của Howard Shore, cũng đang có mặt tại Park Road lúc đó và hòa âm "I See Fire".

## Phát hành
"I See Fire" được phát hành trên iTunes bởi WaterTower Music và Decca Records vào ngày 5 tháng 11 năm 2013. Bài hát sau đó có mặt trong album The Hobbit: The Desolation of Smaug vào ngày 10 tháng 12 năm 2013.

## Trình diễn trực tiếp
Sheeran thể hiện bài hát vào ngày 7 tháng 2 năm 2014 cùng Taylor Swift với tư cách là khách mời trong chuyến lưu diễn The Red Tour của cô tại O2 World ở Berlin, Đức. Anh cũng biểu diễn bài hát tại Lễ hội BBC Radio 1's Big Weekend ở Glasgow, Scotland.

## Diễn biến xếp hạng
Kể từ khi ra mắt vào ngày 5 tháng 11 năm 2013, "I See Fire" được xếp hạng trong 503 tuần ở 19 bảng xếp hạng khác nhau. Lần xuất hiện đầu tiên là vào ngày 7 tháng 11 trên Ireland Singles Top 100, xuất phát ở vị trí thứ 22.
Tại Australia bài hát xuất phát ở vị trí số 68 và đạt vị trí cao nhất là thứ 6. Bài hát đã được chứng nhận bạch kim hai lần bởi Hiệp hội Công nghiệp ghi âm Úc (ARIA), đánh dấu việc tiêu thụ 140.000 bản.
Tại New Zealand, bài hát xuất phát ở vị trí thứ 7 và đạt cao nhất ở vị trí thứ nhất trên bảng xếp hạng của RIANZ. Bài hát được chưng nhận bạch kim năm lần bởi Recorded Music NZ (RMNZ), đồng nghĩa với 45.000 bản đã được bán, và trở thành một sleeper hit, dành trên 35 tuần trong top 40. Bài hát cũng thành công tại nhiều quốc gia châu Âu, đặc biệt là lên vị trí số một tại Na Uy và Thụy Điển. "I See Fire" cũng thành công tại Philippines khi cũng giành vị trí quán quân tại đây.

## Video âm nhạc
Video chính thức của "I See Fire" ra mắt ngày 5 tháng 11 năm 2013 đi cùng với đợt ra mắt bài hát. Video chiếu cảnh Sheeran sản xuất bài hát cũng như thể hiện nó, kèm theo vài cảnh phim. Peter Jackson nói: "nó là một trải nghiệm tuyệt vời, và những gì bạn sẽ thấy trong video chính là những khoảnh khắc được ghi lại bởi đội hậu cảnh trong quá trình sản xuất ca khúc".

## Danh sách bài hát
| Tải kĩ thuật số | Tải kĩ thuật số | Tải kĩ thuật số |
| STT             | Nhan đề         | Thời lượng      |
| --------------- | --------------- | --------------- |
| 1.              | "I See Fire."   | 5:00            |

## Danh sách những người tham gia
- Ed Sheeran – Giọng ca chính và giọng bè, guitar, vĩ cầm, bộ gõ, bass, hòa âm
- Nigel Collins – cello
- Pete Cobbin – hòa âm
- Kirsty Whalley – hòa âm
- Miles Showell – mastering[14][15]

## Xếp hạng và chứng nhận
| Bảng xếp hạng (2013-2014)              | Vị trí cao nhất |
| -------------------------------------- | --------------- |
| Úc (ARIA)                              | 10              |
| Áo (Ö3 Austria Top 40)                 | 3               |
| Bỉ (Ultratop 50 Flanders)              | 6               |
| Bỉ (Ultratip Wallonia)                 | 2               |
| Canada (Canadian Hot 100)              | 21              |
| Cộng hòa Séc (Rádio Top 100)           | 57              |
| Cộng hòa Séc (Singles Digitál Top 100) | 35              |
| Đan Mạch (Tracklisten)                 | 3               |
| Phần Lan (Suomen virallinen lista)     | 5               |
| Pháp (SNEP)                            | 72              |
| Đức (GfK)                              | 2               |
| Hungary (Single Top 40)                | 9               |
| Ireland (IRMA)                         | 8               |
| Luxembourg Digital Songs (Billboard)   | 2               |
| Hà Lan (Dutch Top 40)                  | 25              |
| Hà Lan (Single Top 100)                | 13              |
| New Zealand (Recorded Music NZ)        | 1               |
| Na Uy (VG-lista)                       | 1               |
| Ba Lan (Polish Airplay Top 100)        | 2               |
| Scotland (OCC)                         | 12              |
| Slovakia (Rádio Top 100)               | 10              |
| Slovakia (Singles Digitál Top 100)     | 24              |
| Tây Ban Nha (PROMUSICAE)               | 47              |
| Thụy Điển (Sverigetopplistan)          | 1               |
| Thụy Sĩ (Schweizer Hitparade)          | 2               |
| Anh Quốc (OCC)                         | 13              |
| US Bubbling Under Hot 100 (Billboard)  | 4               |
| US Hot Rock Songs (Billboard)          | 15              |

| Bảng xếp hạng (2013) | Vị trí |
| -------------------- | ------ |
| New Zealand (RMNZ)   | 45     |

| Bảng xếp hạng (2014)                       | Vị trí |
| ------------------------------------------ | ------ |
| Úc (ARIA)                                  | 78     |
| Đan Mạch (Tracklisten)                     | 5      |
| Đức (GfK Entertainment)                    | 8      |
| New Zealand (RMNZ)                         | 6      |
| Ba Lan (ZPAV)                              | 2      |
| Anh Quốc Singles (Official Charts Company) | 71     |
| US Hot Rock Songs (Billboard)              | 90     |

| Quốc gia                                                                           | Chứng nhận  | Số đơn vị/doanh số chứng nhận |
| ---------------------------------------------------------------------------------- | ----------- | ----------------------------- |
| Úc (ARIA)                                                                          | 2× Bạch kim | 140.000^                      |
| Áo (IFPI Áo)                                                                       | Bạch kim    | 30.000*                       |
| Bỉ (BEA)                                                                           | Vàng        | 15.000*                       |
| Đan Mạch (IFPI Đan Mạch)                                                           | Vàng        | 0^                            |
| New Zealand (RMNZ)                                                                 | 3× Bạch kim | 45.000*                       |
| Thụy Điển (GLF)                                                                    | 4× Bạch kim | 80.000‡                       |
| Ý (FIMI)                                                                           | Bạch kim    | 0‡                            |
| Anh Quốc (BPI)                                                                     | Vàng        | 400.000‡                      |
| Streaming                                                                          |             |                               |
| Đan Mạch (IFPI Đan Mạch)                                                           | 4× Bạch kim | 10.400.000^                   |
| * Chứng nhận dựa theo doanh số tiêu thụ. ^ Chứng nhận dựa theo doanh số nhập hàng. |             |                               |

## Giải thưởng
| Năm  | Giải thưởng                 | Hạng mục                                             | Kết quả |
| ---- | --------------------------- | ---------------------------------------------------- | ------- |
| 2013 | Satellite Awards lần thứ 18 | Nhạc phim hay nhất                                   | Đề cử   |
| 2015 | Grammy Awards               | Bài hát viết cho phương tiện nghe nhìn xuất sắc nhất | Đề cử   |

## Lịch sử phát hành
| Khu vực       | Ngày phát hành      | Định dạng       | Hãng đĩa                       |
| ------------- | ------------------- | --------------- | ------------------------------ |
| Toàn thế giới | 5 tháng 11 năm 2013 | Tải kĩ thuật số | WaterTower Music Decca Records |